# Lenovo
Lenovo Group Limited, скорочено Lenovo (МФА: [ləˈnoʊvoʊ], кит.: 联想; піньїнь: Liánxiǎng) — китайська транснаціональна компанія, що виробляє ПК, ноутбуки, мобільні телефони та іншу сучасну електроніку. У другому кварталі 2013 року китайська компанія Lenovo стала лідером на світовому ринку персональних комп'ютерів, за результатами останніх досліджень IDC і Gartner.
За даними IDC, Lenovo досягла 16,7 % світового ринку ПК у другому кварталі 2013 року, порівняно з 15,0 % у другому кварталі минулого року, а станом на третій квартал 2019 року цей показник становить 24.6 % (1 місце у світі).
Зареєстрована в Гонконзі, головні офіси у Пекіні, Моррисвіллі та Сінгапурі.
Компанія здобула світову відомість, коли 2004 придбала підрозділ персональних комп'ютерів корпорації IBM, відкривача галузі, — разом з усіма відповідними торговими марками.

## Історія
Компанія заснована у Пекіні в 1984 році групою китайських вчених на кошти Китайської академії наук. Спочатку компанія мала назву New Technology Developer Incorporated (через два роки — Legend) і спеціалізувалася на постачання комп'ютерної техніки до Китаю, а також розробкою кодувань для ієрогліфів.
У 2003 році компанія змінила назву на Lenovo, а в грудні 2004 оголосила про викуп підрозділу з виробництва персональних комп'ютерів американської компанії IBM за $ 1,25 млрд (угоду було завершено в травні 2005 року). За умовами операції Lenovo може використовувати бренд IBM до 2010 р.
За період липень-серпень 2012 року компанія Lenovo зайняла перше місце в світі за поставками персональних комп'ютерів.
На початку 2014 року IBM продала свій серверний підрозділ Lenovo, включно з IBM System x та IBM BladeCenter.
30 жовтня 2014 року Lenovo і Google оголосили про завершення угоди з придбання компанією Lenovo підрозділу Motorola Mobility.

## Власники і керівництво

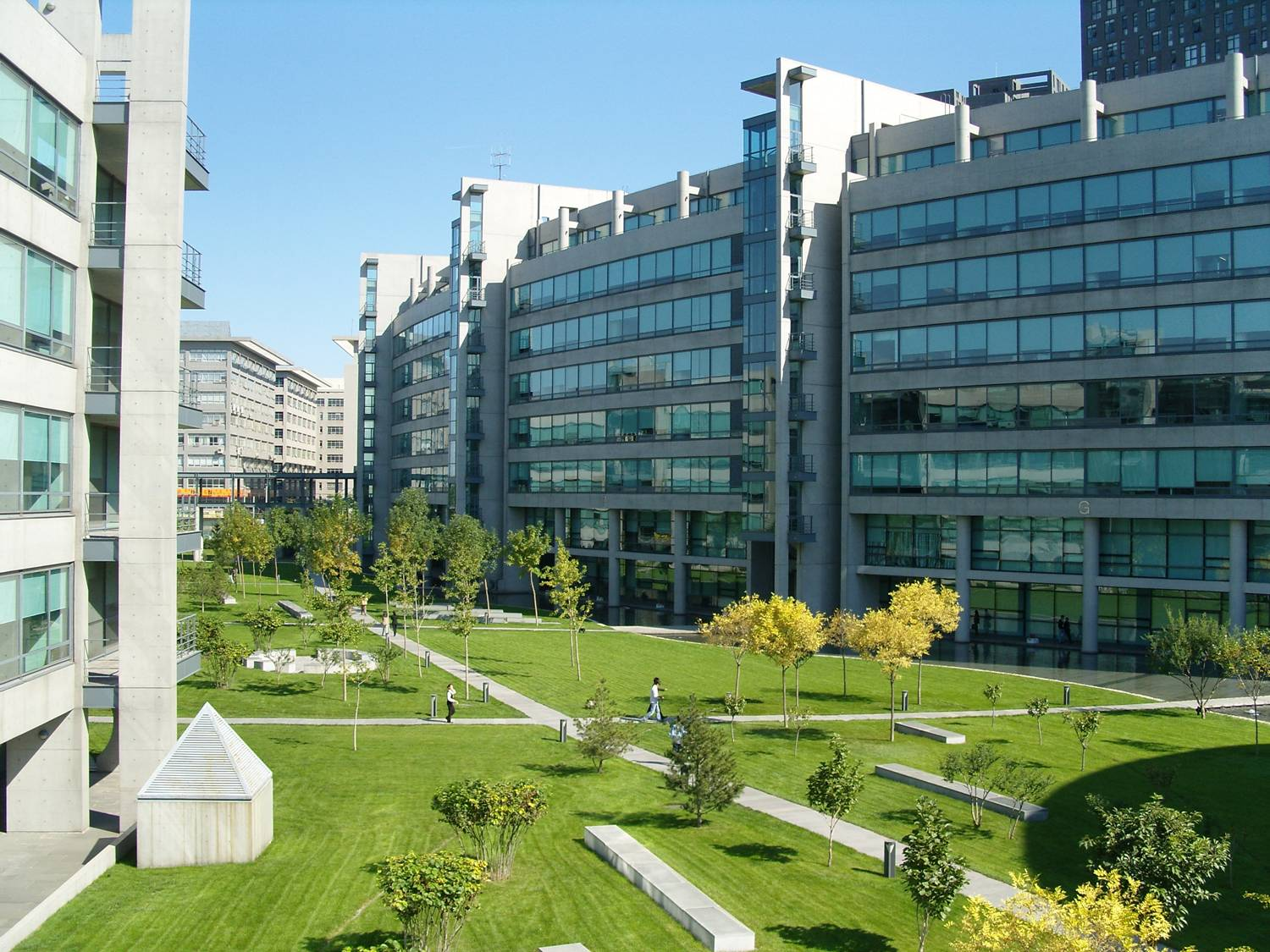
Корпоративний офіс Леново у Пекіні

Основні акціонери Lenovo — підконтрольна Китайській академії наук Legend Holdings Ltd (42 %), американська IBM (8,82 %), американські фонди прямих інвестицій Texas Pacific Group, General Atlantic LLC і Newbridge Capital LLC (10,1 %). Ринкова капіталізація компанії на 25 травня 2007 року — $ 4,08 млрд.
Голова ради директорів компанії — Ян Юаньцін.

## Діяльність
Компанія випускає персональні, кишенькові комп'ютери, сервери, монітори, відеопроєктори та ін. Основні торгові марки, під якими випускається продукція — ThinkCentre, ThinkPad, IdeaPad та ін.
Загальна чисельність персоналу компанії — близько 57000 тис. осіб.
Виручка у 2018 фінансовому році склала рекордні $51,0 млрд (зростання на 12,5 % в порівнянні з попереднім роком), чистий прибуток — $597 млн, що на $786 млн більше, ніж роком раніше.
Частка загальносвітового ринку (Worldwide Market Share), за даними компанії IDC становить:
1. Персональні компьютери, ноутбуки, робочі станції, моноблоки (Personal Computing Devices) — 17.3 млн одиниць або 24.6 % загального світового ринку за результатами 3 кварталу 2019 року. 1 місце у світі[11].
2. Монітори (Monitors) — 3.0 млн одиниць або 10 % загального світового ринку за результатами 2 кварталу 2019 року. 4 місце у світі[12].
3. Сервери (Servers) — 181 166 одиниць або 6.7 % загального світового ринку за результатами 2 кварталу 2019 року. 4 місце у світі[13].
4. Планшети (Tablets) — 1.9 млн одиниць або 5.8 % загального світового ринку за результатами 2 кварталу 2019 року. 5 місце у світі[14].

В серпні 2024 року Lenovo Group Limited разом зі своїми дочірніми компаніями відзвітувала про результати I кв. 2024/25 фінансового року. У компанії відзначили підвищення прибутковості в усіх сферах бізнесу та прогрес у використанні можливостей гібридного AI. Виторг виріс на 20 % у річному обчисленні до $15,4 млрд, а чистий прибуток збільшився на 65 % у річному обчисленні до $315 млн. Щобільше, частка доходів, не пов’язаних з ПК, зросла на п’ять пунктів у річному обчисленні та досягла 47 %, що є історичним максимумом.

## Продукція

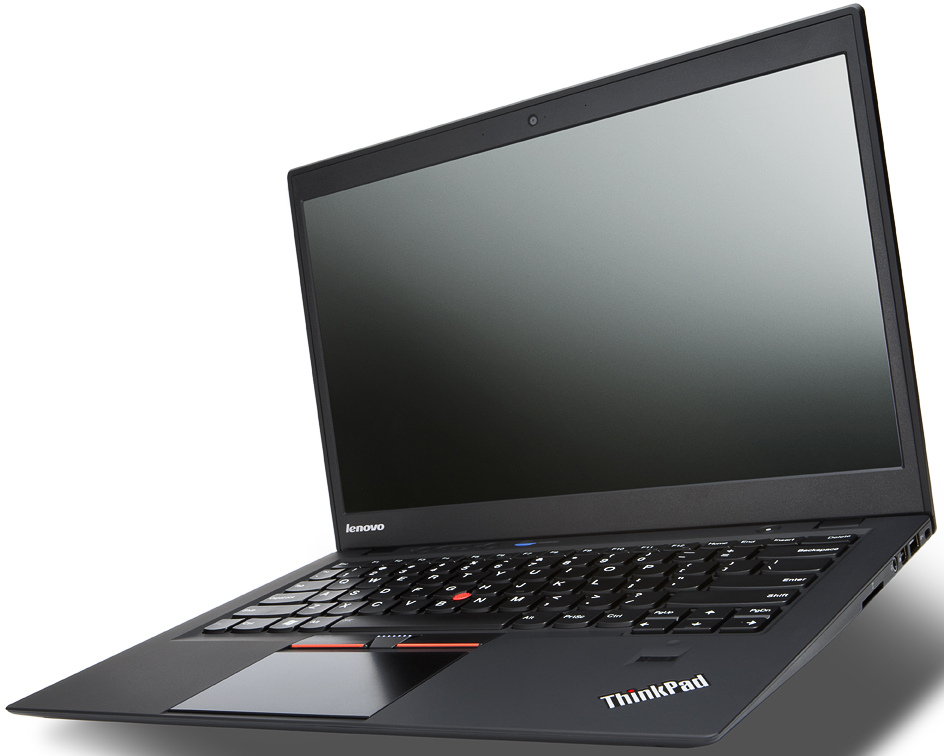
Ультрабук Lenovo ThinkPad X1.

- ThinkPad — лінійка портативних ПК для корпоративного ринку
- IdeaPad — лінійка портативних ноутбуків, орієнтованих на індивідуальних покупців
- ThinkCentre — лінійка настільних ПК
- ThinkVision — лінійка моніторів
- IdeaTab — лінійка планшетних комп'ютерів
- IdeaCentre — лінійка настільних ПК для індивідуальних покупців
- IdeaPhone — лінійка смартфонів для індивідуальних покупців
- ThinkStation — робочі станції
- ThinkServer — сервери
- Essential — лінійка портативних ПК, орієнтованих на економних покупців
- Moto X (смартфон) — суб-бренд — лінійка смартфонів.
- Zuk Mobile — суб-бренд — лінійка смартфонів.

## Lenovo в Україні
У 2009 році створено представництво компанії Lenovo в Україні, яке очолив Чжоу ВейЦзянь — представник компанії Lenovo в Україні та Казахстані. В цьому ж році компанія Lenovo вступила в Асоціацію підприємств інформаційних технологій України.
За підсумками 2011 українське відділення компанії стало призером конкурсу «Ukrainian IT-Channel Award» у номінації «Найкращий вендор апаратного забезпечення».
2015 року представництво компанії Lenovo в Україні стало співзасновником Китайської торгової асоціації.

## Lenovo та судові процеси

### InterDigital проти Lenovo
11 травня 2024 року стало відомо про новий розвиток подій у патентній суперечці між Lenovo, Motorola та InterDigital. Згідно з рішенням суду, в Німеччині заборонено продаж декількох пристроїв Lenovo та Motorola, які використовують модулі WWAN, що мають вирішальне значення для мобільного інтернет-зв’язку. Ця заборона стосується широкого спектра мобільних пристроїв Lenovo. Сюди входять планшети та ноутбуки, які використовують мобільні мережі, такі як GSM, UMTS, LTE та 5G. Суперечка розгортається навколо умов ліцензування технології WWAN, що використовується в продуктах Lenovo. У цих пристроях використовується технологія, на яку компанія InterDigital, Inc. (США) володіє патентами. У результаті рішення суду і внесення InterDigital застави в розмірі €4 млн, судову заборону було негайно виконано.